# Euanisous
Euanisous is een geslacht van rechtvleugeligen uit de familie sabelsprinkhanen (Tettigoniidae). De wetenschappelijke naam van dit geslacht is voor het eerst geldig gepubliceerd in 1922 door Hebard.

## Soorten
Het geslacht Euanisous omvat de volgende soorten:
- Euanisous distincta Redtenbacher, 1891
- Euanisous mirabilis Karny, 1923
- Euanisous notabilis Gorochov, 2001
- Euanisous perforatus Sänger & Helfert, 2000
- Euanisous teuthroides Bolívar, 1905
- Euanisous trusmadi Gorochov, 2011